# Pablo Aimar
Pablo César Aimar (Río Cuarto, Córdoba; 3 de noviembre de 1979) es un exfutbolista y entrenador argentino. Tiene un hermano futbolista Andrés Aimar, también retirado. Actualmente es parte del cuerpo técnico de la Selección Argentina.
Enganche, técnicamente sobresaliente, con un gran repertorio de habilidades y buen ojo para el gol, luego de comenzar su carrera como profesional en River Plate en 1996, se marchó a LaLiga, donde protagonizó un total de 215 partidos y 32 goles a lo largo de ocho temporadas con Valencia y Real Zaragoza entre 2001 y 2008. Tras su experiencia española, jugó cinco temporadas en el Benfica, obteniendo un total de nueve títulos en Europa. En 2014 disputó ocho encuentros con el Johor Darul Takzim FC de Malasia y volvió a River. Debido a una lesión, solo pudo jugar algunos minutos ante Rosario Central, el 31 de mayo de 2015 y veinte más en la Copa Argentina frente a Liniers. A los 38 años, el 23 de enero de 2018, se despidió oficialmente de la actividad en el equipo de sus orígenes, Estudiantes de Río Cuarto, jugando 50 minutos ante Sportivo Belgrano, en la primera eliminatoria de la Copa Argentina 2017-18.
Habitual integrante de la selección argentina, participó en 52 partidos con el combinado nacional a lo largo de diez años y representó al fútbol argentino en dos ediciones de la Copa Mundial y de la Copa América (subcampeón en 2007), así como en una Copa Confederaciones, en la cual fue también subcampeón con el equipo argentino en 2005. 
En 2022 ganó la Copa del Mundo en calidad de asistente técnico.

## Trayectoria

### River Plate
Comenzó como semi-profesional en el club de su ciudad, Estudiantes de Río Cuarto. Luego se probó en River Plate y, aunque lo aceptaron, su padre decidió que aún era muy pronto para jugar al fútbol a ese nivel y volvió a Río Cuarto con su familia. Al poco tiempo, Daniel Passarella llamaría a su padre para pedirle que Pablo volviera y fue así como entró de manera oficial a las divisiones inferiores de los millonarios a mediados de 1996. Allí debutó en Primera División el 11 de agosto de 1996, en un equipo plagado de estrellas que, meses antes, había conseguido la Copa Libertadores y al año siguiente ganaría el Clausura y el Apertura de 1997. Anotó su primer gol el 20 de febrero de 1998, frente a Rosario Central. En su primer torneo Apertura anotó cuatro goles.
Siendo un gran asistente, creativo y veloz, Aimar fue una pieza vital en el Torneo de Apertura obtenido por River Plate en 1999, formando una gran sociedad con Saviola, Juan Pablo Ángel y Ariel Ortega posteriormente (llamados en ese entonces Los 4 fantásticos). En el Torneo de Clausura de 2000, ya bajo la dirección técnica del Tolo Gallego, obtendría el bicampeonato siendo figura y marcando un gol en el día de la consagración frente a Ferro Carril Oeste en el Estadio José Amalfitani. En el siguiente torneo (Apertura 2000) conformó una delantera muy recordada por su buen juego y su brillo junto a Ariel Ortega.

### Valencia
El Valencia se adelantó a otros equipos europeos para hacerse con los servicios del jugador argentino en enero de 2001. Aimar había llegado a Mestalla por 24 millones de euros y siete años de contrato. Pronto el jugador devolvió con su buen juego la confianza depositada en él, pues lideró al conjunto ché en la consecución del título liguero en la campaña 2001/02.
Después de marcar ocho tantos en 31 partidos en la temporada 2002/03, la siguiente campaña fue menos fructífera a nivel personal y colectivo, y vio más tarjetas (cinco) que los goles que marcó (cuatro). Sin embargo, jugó buena parte de la temporada en que el Valencia Club de Fútbol se proclamó campeón de la Primera División y de la UEFA Cup, tras derrotar por 2-0 al Olympique de Marsella en Gotemburgo.
Las dos últimas temporadas de Pablo Aimar en el Valencia se caracterizaron por las continuas lesiones que no le permitieron mantener una regularidad en su juego. No encontró su sitio con Claudio Ranieri y, aunque sí gozó de la titularidad con Quique Sánchez Flores, su rendimiento no llegó a ser el esperado. Sin embargo, esa temporada obtuvo el Premio Efe, al mejor jugador latinoamericano. Dado que su contrato finalizaba en 2007, el Valencia Club de Fútbol tomó la difícil decisión de venderlo al Real Zaragoza durante el verano de 2006. Su marcha no fue comprendida por gran parte de la afición, que veía en él a un símbolo de una de las etapas más gloriosas del club, con dos ligas, una Copa de la UEFA y una Supercopa de Europa.
Su primer hijo nace en octubre de 2004 en Valencia. Ese mismo año en un partido contra Ecuador por las eliminatorias mundialistas, Aimar siente un fuerte dolor por una pubalgia solitaria, que padecería a lo largo de varios años y a la postre afectaría fuertemente su carrera. Además de los problemas de salud, bajo el mando de Claudio Ranieri, comenzó también a tener notables problemas futbolísticos, por los cuales Pablo Aimar finalmente salió de la institución valenciana.

### Zaragoza
En el verano de 2006 fichó por el Real Zaragoza, tras un desembolso de 11 millones de euros por parte de la entidad aragonesa, pasando a ser uno de los fichajes más caros en la historia del club e ingresando así en un equipo plagado de compatriotas.
En el primer año en el Real Zaragoza marcó 4 goles y dio 6 asistencias. En su segunda temporada acabó con 3 asistencias y ningún gol, pero estuvo lesionado la mitad de la misma y el Real Zaragoza descendió a la Segunda División de España.
En abril de 2007 se le concedió la nacionalidad española por residencia.

### SL Benfica

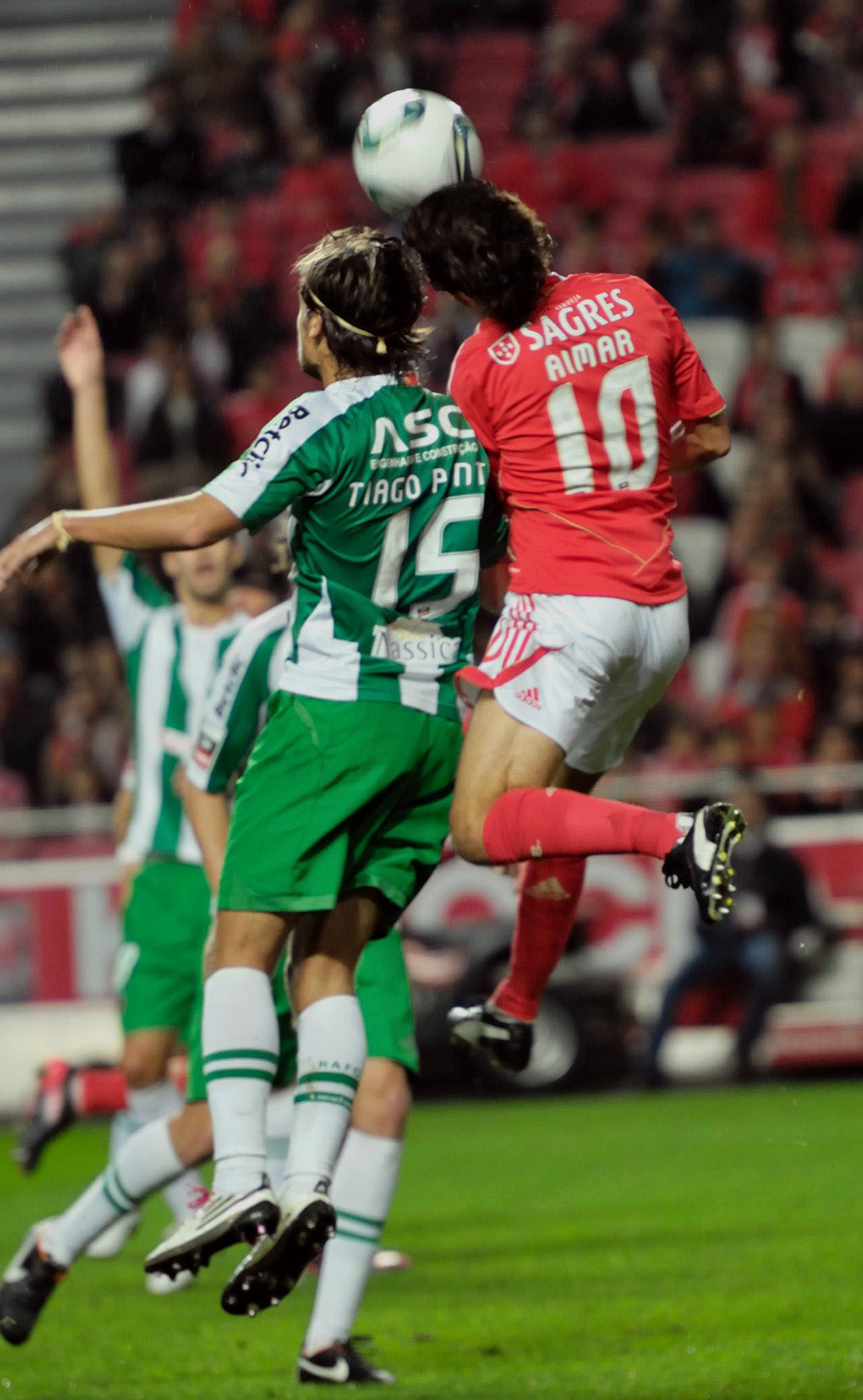
Aimar disputando un balón en el Benfica.

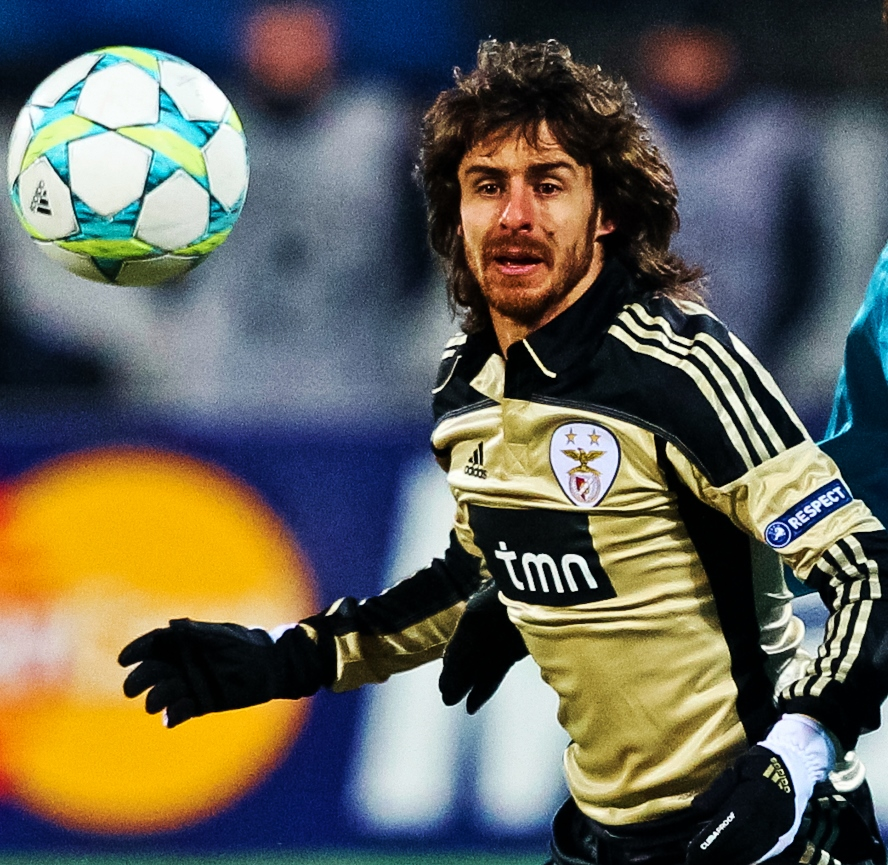
Aimar jugando para el Benfica en 2012.

Aimar, toda vez que el Real Zaragoza dejó la máxima categoría, decidió dejar el equipo y buscar nuevos rumbos. Fue transferido al SL Benfica de Portugal de la mano de Rui Costa, director deportivo del conjunto lisboeta, por una cantidad cercana a los 6,5 millones de euros.
En los primeros días de 2008, a causa de que el jugador solo había podido disputar la mitad de los minutos ligueros en Portugal con un rendimiento mediocre en parte debido a las lesiones, el SL Benfica pidió explicaciones al Real Zaragoza, amenazando incluso con la denuncia ante los comités deportivos alegando una supuesta ocultación de datos en los informes médicos que el equipo maño había entregado al club de Lisboa. Sin embargo, conforme pasaron las semanas, Aimar fue entrando en los partidos y durante la segunda parte de la temporada subió un poco su nivel, logrando un gol en copa, otro en liga y numerosas asistencias incluyendo un pase de rabona de 40 metros. El mediapunta argentino participó en 179 partidos oficiales con la camiseta del Sport Lisboa e Benfica y concretó 17 goles. En su estadía en el Benfica, Aimar ganó una Liga (2010) y cuatro Copas de la Liga (Taça da Liga: 2008–09, 2009–10, 2010–11, 2011–12).En 2011 recibió el reconocimiento como mejor jugador del Benfica de esa temporada. Anunció su retiro del club el 6 de junio del 2013.

### Johor Darul Takzim
El día 14 de septiembre, en Malasia, en las instalaciones del Johor Football Club el payasito (apodo que se le dio por su padre, exjugador de Belgrano apodado el payo) se presentó como el flamante refuerzo que el club necesitaba, en el que coincidió con Luciano Figueroa (otro jugador argentino, también ingresado al club el 5/12). Firmó un contrato por dos temporadas con opción a una más. El 21 de abril de 2014, el propio presidente confirmó la baja del jugador debido a su irregular rendimiento, culpa en gran medida de las lesiones.

### River Plate
El 19 de diciembre de 2014 se confirmó que participaría de la pretemporada con River Plate en 2015 a partir del 4 de enero. El jugador llegó libre procedente de Johor Darul Takzim FC. El 12 de febrero de 2015 fue operado en el tobillo derecho.
Su regreso se dio en la decimocuarta fecha del Campeonato de Primera División, en la victoria de su equipo 2-0 frente a Rosario Central, ingresando a los 75 minutos en sustitución de Leonardo Pisculichi. Sin embargo, ese sería el único partido que jugaría esa temporada, debido a que nunca encontró su nivel físico.
El 15 de julio de 2015, tras no ser convocado para la Copa Libertadores y no encontrarse bien físicamente, decidió retirarse profesionalmente del fútbol.

### Estudiantes de Río Cuarto
El 23 de enero de 2018 disputó 50 minutos del encuentro de vuelta por la Ronda Inicial de Copa Argentina 2018 en el que "El Celeste" igualó sin goles ante Sportivo Belgrano de San Francisco.

## Clubes

### Como jugador
| Club               | País      | Año       |
| ------------------ | --------- | --------- |
| River Plate        | Argentina | 1996-2000 |
| Valencia           | España    | 2001-2006 |
| Real Zaragoza      | España    | 2006-2008 |
| Benfica            | Portugal  | 2008-2013 |
| Johor Darul Takzim | Malasia   | 2013-2014 |
| River Plate        | Argentina | 2015      |
| Estudiantes (RC)   | Argentina | 2018      |

### Como asistente técnico
Se inició como ayudante de campo en las divisiones inferiores de la Selección Argentina. El cuerpo técnico, liderado por Lionel Scaloni logró clasificarse campeón con la Selección Sub-20 en el torneo de L´ Alcudia 2018 tras vencer a Rusia por 2-1 (goles de Facundo Colidio y Alan Marinelli, este último en tiempo suplementario). 
Debido al buen resultado, prepararon como entrenadores interinos los amistosos de la Selección mayor antes de la Copa América 2019. Luego, fueron confirmados en su cargo hasta dicha competencia. 
Tras alcanzar las semifinales del torneo continental, el cuerpo técnico fue confirmado por la Asociación del Fútbol Argentino hasta Catar 2022.
Finalmente, en el Mundial de Catar 2022, logró como entrenador junto a Scaloni levantar la Copa del Mundo.

### Resumen estadístico como asistente
Actualizado hasta el 10 de julio de 2021.
| Equipo              | País      | Desde                | Hasta               | Historial | Historial | Historial | Historial | Historial | Historial | Historial | Historial |
| Equipo              | País      | Desde                | Hasta               | PJ        | PG        | PE        | PP        | GF        | GC        | Dif.      | Efect.    |
| ------------------- | --------- | -------------------- | ------------------- | --------- | --------- | --------- | --------- | --------- | --------- | --------- | --------- |
| Selección Sub-20    | Argentina | 9 de julio de 2018   | 9 de agosto de 2018 | 6         | 4         | 1         | 1         | 11        | 3         | +8        | 72.23%    |
| Selección Argentina | Argentina | 10 de agosto de 2018 | Actualidad          | 34        | 20        | 10        | 4         | 61        | 24        | +37       | 68.62%    |
| Total               | Total     | Total                | Total               | 40        | 24        | 11        | 5         | 72        | 27        | +45       | 69.17%    |

## Selección nacional
Comenzó a destacar en la Copa Mundial de Fútbol Juvenil de 1997 en Malasia, aunque atrajo definitivamente la atención del público el día de su debut con el combinado absoluto cuando marcó un gol contra Liechtenstein en un partido de preparación para la Copa Mundial de la FIFA en 2002. En su paso por las selecciones juveniles de Argentina, fue campeón mundial sub-20 junto a jugadores como Leo Franco, Juan Román Riquelme o Esteban Cambiasso. 
Su última convocatoria fue en octubre de 2009, en las últimas dos fechas de las clasificatorias para el Mundial de Sudáfrica 2010, donde fue titular contra Perú y asistió a Gonzalo Higuaín para el primer gol del partido que a la postre ganaría Argentina por 2 a 1. Pese a ello, no jugó en la victoria por 1-0 contra Uruguay y tampoco fue convocado a la cita mundialista.

### Participaciones en Copas del Mundo
| Mundial           | Sede                  | Resultado        | Partidos | Goles |
| ----------------- | --------------------- | ---------------- | -------- | ----- |
| Copa Mundial 2002 | Corea del Sur y Japón | Primera fase     | 3        | 0     |
| Copa Mundial 2006 | Alemania              | Cuartos de final | 3        | 0     |

### Participaciones en Copas Confederaciones
| Copa                      | Sede     | Resultado  | Partidos | Part. titular | Goles |
| ------------------------- | -------- | ---------- | -------- | ------------- | ----- |
| Copa Confederaciones 2005 | Alemania | Subcampeón | 4        | 0             | 1     |

### Participaciones en Copa América
| Copa              | Sede      | Resultado        | Partidos | Goles |
| ----------------- | --------- | ---------------- | -------- | ----- |
| Copa América 1999 | Paraguay  | Cuartos de final | 0        | 0     |
| Copa América 2007 | Venezuela | Subcampeón       | 5        | 1     |

### Mundial Sub-20
| Copa                         | Sede    | Resultado | Partidos | Part. titular | Goles |
| ---------------------------- | ------- | --------- | -------- | ------------- | ----- |
| Copa Mundial Juvenil de 1997 | Malasia | Campeón   | 6        | 5             | 1     |

### Sudamericano Sub-20
| Copa                        | Sede      | Resultado | Partidos | Part. titular | Goles |
| --------------------------- | --------- | --------- | -------- | ------------- | ----- |
| Sudamericano Sub-20 de 1997 | Chile     | Campeón   | 7        | 5             | 4     |
| Sudamericano Sub-20 de 1999 | Argentina | Campeón   | 8        | 5             | 2     |

### Mundial Sub-17
| Copa                         | Sede    | Resultado | Partidos | Part. titular | Goles |
| ---------------------------- | ------- | --------- | -------- | ------------- | ----- |
| Copa Mundial Juvenil de 1995 | Ecuador | Semifinal | 6        | 6             | 2     |

### Estadísticas
| Selección de Argentina | Amistosos            | 16 | 2  | 4  |
| Selección de Argentina | Eliminatorias        | 21 | 4  | 1  |
| Selección de Argentina | Sudamericano         | 15 | 6  | 5  |
| Selección de Argentina | Copa América         | 5  | 1  | 0  |
| Selección de Argentina | Mundial              | 18 | 3  | 2  |
| Selección de Argentina | Copa Confederaciones | 4  | 1  | 0  |
| Selección de Argentina | Total                | 79 | 17 | 12 |

### Goles
| Argentina Absoluta |                         |                                                            |                |                   |                 |                                        |
| #                  | Fecha                   | Lugar                                                      | Rival          | Resultado parcial | Resultado final | Competición                            |
| 1.                 | 16 de agosto de 2000    | Estadio Monumental, Buenos Aires, Argentina                | Paraguay       | 1–1               | 1–1             | Eliminatorias Sudamericanas 2002       |
| 2.                 | 27 de marzo de 2002     | Stade des Charmilles, Ginebra, Suiza                       | Camerún        | 2–1               | 2–2             | Amistoso                               |
| 3.                 | 30 de abril de 2003     | Estadio 11 de Junio, Trípoli, Libia                        | Libia          | 3–1               | 3–1             | Amistoso                               |
| 4.                 | 6 de septiembre de 2003 | Estadio Monumental, Buenos Aires, Argentina                | Chile          | 2–0               | 2–2             | Eliminatorias Sudamericanas 2006       |
| 5.                 | 9 de septiembre de 2003 | Estadio Olímpico, Caracas, Venezuela                       | Venezuela      | 1–0               | 3–0             | Eliminatorias Sudamericanas 2006       |
| 6.                 | 15 de noviembre de 2003 | Estadio Monumental, Buenos Aires, Argentina                | Bolivia        | 3–0               | 3–0             | Eliminatorias Sudamericanas 2006       |
| 7.                 | 29 de junio de 2005     | Waldstadion, Fráncfort, Alemania                           | Brasil         | 1–4               | 1–4             | Copa Confederaciones 2005              |
| 8.                 | 28 de junio de 2007     | Estadio José Pachencho Romero, Maracaibo, Venezuela        | Estados Unidos | 3–1               | 4–1             | Copa América 2007                      |
| Argentina Sub-20   |                         |                                                            |                |                   |                 |                                        |
| #                  | Fecha                   | Lugar                                                      | Rival          | Resultado parcial | Resultado final | Competición                            |
| 1.                 | 17 de enero de 1997     | Estadio La Portada, La Serena, Chile                       | Paraguay       | 2–0               | 5–2             | Sudamericano Sub-20 de 1997            |
| 2.                 | 19 de enero de 1997     | Estadio Francisco Rumoroso, Coquimbo, Chile                | Colombia       | 1–1               | 1–1             | Sudamericano Sub-20 de 1997            |
| 3.                 | 22 de enero de 1997     | Estadio La Portada, La Serena, Chile                       | Bolivia        | 1–0               | 2–0             | Sudamericano Sub-20 de 1997            |
| 4.                 | 27 de enero de 1997     | Estadio La Portada, La Serena, Chile                       | Venezuela      | 2–0               | 3–0             | Sudamericano Sub-20 de 1997            |
| 5.                 | 26 de junio de 1997     | Estadio Tan Sri Dato Hj Hassan Yunos, Johor Bahru, Malasia | Inglaterra     | 2–0               | 2–1             | Copa Mundial de Fútbol Juvenil de 1997 |
| 6.                 | 5 de enero de 1999      | Estadio José María Minella, Mar del Plata, Argentina       | Venezuela      | 4–1               | 4–1             | Sudamericano Sub-20 de 1999            |
| 7.                 | 11 de enero de 1999     | Estadio José María Minella, Mar del Plata, Argentina       | Perú           | 1–0               | 2-0             | Sudamericano Sub-20 de 1999            |
| Argentina Sub-17   |                         |                                                            |                |                   |                 |                                        |
| #                  | Fecha                   | Lugar                                                      | Rival          | Resultado parcial | Resultado final | Competición                            |
| 1.                 | 9 de agosto de 1995     | Estadio Alejandro S. Aguilar, Cuenca, Ecuador              | Guinea         | 1–0               | 2–0             | Copa Mundial de Fútbol Sub-17 de 1995  |
| 2.                 | 13 de agosto de 1995    | Estadio Isidro Romero Carbo, Guayaquil, Ecuador            | Ecuador        | 2–0               | 3–1             | Copa Mundial de Fútbol Sub-17 de 1995  |

## Estilo de juego

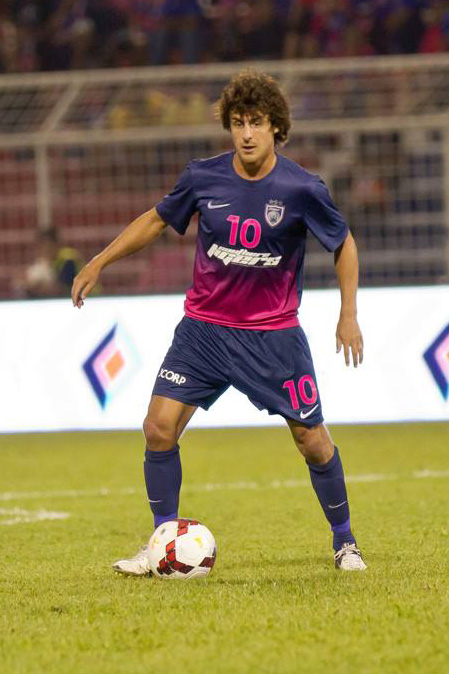
Aimar formó parte de una nueva generación de enganches que surgieron tras la retirada de Diego Maradona a fines de los 90.

Un enganche elegante, técnicamente dotado y creativo, Aimar era un jugador diestro, con un gran repertorio de habilidades y olfato para el gol. Jugaba en un rol libre como mediapunta, donde podía explotar al máximo sus habilidades para regatear, pasar y crear oportunidades para sus compañeros de equipo. Además de eso, era un especialista en la pelota parada. Su eclosión en el equipo de River Plate a finales de los 90 lo llevó a tener una rivalidad deportiva en los medios de comunicación contra Juan Román Riquelme, quien se desempeñaba como el enganche de Boca Juniors. Mientras Riquelme se mostraba como un jugador más estático y organizador, Aimar era un regateador eléctrico y frenético que ostentaba una impresionante aceleración que lo ayudaba a regatear a varios jugadores en una carrera hacia el arco rival. A pesar de su pequeño tamaño y débil contextura física, poseía una gran agilidad que lo llevaba a poder zafarse varias veces de imponentes defensores rivales, incluso de manera estética, a través de caños y amagues. Su estilo de juego lo llevó a tener comparaciones con Diego Maradona en su juventud.
Debido a su talento y extravagancia con la pelota, varios medios de comunicación lo denominaron El Payaso y El Mago durante su carrera. En 2002, Lionel Messi declaró que Aimar era uno de sus más grandes influencias como futbolista. En adición a sus cualidades futbolísticas, Aimar también fue aclamado por su liderazgo; sin embargo, nunca pudo explotar al máximo su talento debido a las constantes lesiones que sufrió durante su carrera.

## Estadísticas

### Como jugador
| Club | Div                 | Temporada           | Liga  | Liga  | Liga   | Copas nacionales(1) | Copas nacionales(1) | Copas nacionales(1) | Torneos internacionales(2) | Torneos internacionales(2) | Torneos internacionales(2) | Otras competiciones(3) | Otras competiciones(3) | Otras competiciones(3) | Total | Total | Total  | Media goleadora(4) |
| Club | Div                 | Temporada           | Part. | Goles | Asist. | Part.               | Goles               | Asist.              | Part.                      | Goles                      | Asist.                     | Part.                  | Goles                  | Asist.                 | Part. | Goles | Asist. | Media goleadora(4) |
| --- | ------------------- | ------------------- | ----- | ----- | ------ | ------------------- | ------------------- | ------------------- | -------------------------- | -------------------------- | -------------------------- | ---------------------- | ---------------------- | ---------------------- | ----- | ----- | ------ | ------------------ |
| River Plate Argentina | 1.ª                 | 1996                | 1     | 0     | 0      | —                   | —                   | —                   | —                          | —                          | —                          | —                      | —                      | —                      | 1     | 0     | 0      | 0,00               |
| River Plate Argentina | 1.ª                 | 1996-97             | —     | —     | —      | —                   | —                   | —                   | —                          | —                          | —                          | —                      | —                      | —                      | 0     | 0     | 0      | 0,00               |
| River Plate Argentina | 1.ª                 | 1997-98             | 16    | 4     | 3      | —                   | —                   | —                   | 5                          | 2                          | 2                          | —                      | —                      | —                      | 21    | 6     | 5      | 0,29               |
| River Plate Argentina | 1.ª                 | 1998-99             | 18    | 2     | 4      | —                   | —                   | —                   | 10                         | 1                          | 1                          | 1                      | 1                      | 1                      | 29    | 4     | 6      | 0,13               |
| River Plate Argentina | 1.ª                 | 1999-00             | 32    | 13    | 14     | —                   | —                   | —                   | 10                         | 3                          | 6                          | —                      | —                      | —                      | 42    | 16    | 20     | 0,35               |
| River Plate Argentina | 1.ª                 | 2000                | 15    | 2     | 9      | —                   | —                   | —                   | 5                          | 1                          | 2                          | —                      | —                      | —                      | 20    | 3     | 11     | 0,15               |
| River Plate Argentina | Total 1.ª etapa     | Total 1.ª etapa     | 82    | 21    | 30     | 0                   | 0                   | 0                   | 30                         | 7                          | 11                         | 1                      | 1                      | 1                      | 113   | 29    | 42     | 0,26               |
| Valencia CF · España |                     |                     |       |       |        |                     |                     |                     |                            |                            |                            |                        |                        |                        |       |       |        |                    |
| 1.ª | 2001                | 10                  | 2     | 2     | —      | —                   | —                   | 8                   | 0                          | 2                          | —                          | —                      | —                      | 18                     | 2     | 4     | 0.11   |                    |
| 1.ª | 2001-02             | 33                  | 4     | 8     | 1      | 0                   | 0                   | 6                   | 2                          | 3                          | —                          | —                      | —                      | 40                     | 6     | 11    | 0,15   |                    |
| 1.ª | 2002-03             | 31                  | 8     | 2     | 4      | 0                   | 0                   | 11                  | 3                          | 5                          | —                          | —                      | —                      | 46                     | 11    | 7     | 0,24   |                    |
| 1.ª | 2003-04             | 25                  | 4     | 9     | 5      | 0                   | 0                   | 8                   | 0                          | 1                          | —                          | —                      | —                      | 38                     | 4     | 10    | 0,11   |                    |
| 1.ª | 2004-05             | 31                  | 4     | 10    | 2      | 0                   | 0                   | 6                   | 2                          | 0                          | —                          | —                      | —                      | 39                     | 6     | 10    | 0,15   |                    |
| 1.ª | 2005-06             | 32                  | 5     | 8     | 2      | 0                   | 0                   | 1                   | 0                          | 0                          | —                          | —                      | —                      | 35                     | 5     | 8     | 0,14   |                    |
| Total club | Total club          | 162                 | 27    | 39    | 14     | 0                   | 0                   | 40                  | 7                          | 11                         | 0                          | 0                      | 0                      | 216                    | 34    | 50    | 0.16   |                    |
| Real Zaragoza · España |                     |                     |       |       |        |                     |                     |                     |                            |                            |                            |                        |                        |                        |       |       |        |                    |
| 1.ª | 2006-07             | 31                  | 5     | 7     | 1      | 0                   | 1                   | —                   | —                          | —                          | —                          | —                      | —                      | 32                     | 5     | 8     | 0,15   |                    |
| 1.ª | 2007-08             | 22                  | 0     | 3     | 2      | 0                   | 0                   | 1                   | 0                          | 0                          | —                          | —                      | —                      | 25                     | 0     | 3     | 0,00   |                    |
| Total club | Total club          | 53                  | 5     | 10    | 3      | 0                   | 1                   | 1                   | 0                          | 0                          | 0                          | 0                      | 0                      | 57                     | 5     | 11    | 0,08   |                    |
| SL Benfica Portugal |                     |                     |       |       |        |                     |                     |                     |                            |                            |                            |                        |                        |                        |       |       |        |                    |
| 1.ª | 2008-09             | 22                  | 1     | 5     | 6      | 1                   | 2                   | 1                   | 0                          | 0                          | —                          | —                      | —                      | 29                     | 2     | 7     | 0,07   |                    |
| 1.ª | 2009-10             | 25                  | 4     | 11    | 5      | 0                   | 0                   | 11                  | 1                          | 2                          | —                          | —                      | —                      | 41                     | 5     | 13    | 0,12   |                    |
| 1.ª | 2010-11             | 23                  | 5     | 6     | 11     | 1                   | 0                   | 12                  | 1                          | 1                          | —                          | —                      | —                      | 46                     | 7     | 7     | 0,15   |                    |
| 1.ª | 2011-12             | 24                  | 2     | 9     | 6      | 0                   | 0                   | 12                  | 1                          | 3                          | —                          | —                      | —                      | 42                     | 3     | 12    | 0,07   |                    |
| 1.ª | 2012-13             | 13                  | 0     | 3     | 5      | 0                   | 0                   | 3                   | 0                          | 0                          | —                          | —                      | —                      | 21                     | 0     | 3     | 0,00   |                    |
| Total club | Total club          | 107                 | 12    | 34    | 32     | 2                   | 2                   | 39                  | 3                          | 6                          | 0                          | 0                      | 0                      | 179                    | 17    | 42    | 0,10   |                    |
| Johor Darul Takzim Malasia |                     |                     |       |       |        |                     |                     |                     |                            |                            |                            |                        |                        |                        |       |       |        |                    |
| 1.ª | 2014                | 8                   | 2     | 2     | —      | —                   | —                   | —                   | —                          | —                          | —                          | —                      | —                      | 8                      | 2     | 2     | 0,25   |                    |
| River Plate Argentina | 1.ª                 | 2015                | 1     | 0     | 0      | 1                   | 0                   | 0                   | —                          | —                          | —                          | —                      | —                      | —                      | 2     | 0     | 0      | 0,00               |
| River Plate Argentina | Total club          | Total club          | 83    | 21    | 30     | 1                   | 0                   | 0                   | 30                         | 7                          | 11                         | 1                      | 1                      | 1                      | 115   | 29    | 42     | 0,25               |
| Retirado de la práctica del fútbol entre 2016 y 2017. |                     |                     |       |       |        |                     |                     |                     |                            |                            |                            |                        |                        |                        |       |       |        |                    |
| Estudiantes RC Argentina | 3.ª                 | 2018                | —     | —     | —      | 1                   | 0                   | 0                   | —                          | —                          | —                          | —                      | —                      | —                      | 1     | 0     | 0      | 0,00               |
| Total en su carrera | Total en su carrera | Total en su carrera | 413   | 67    | 115    | 51                  | 2                   | 3                   | 110                        | 17                         | 28                         | 1                      | 1                      | 1                      | 575   | 87    | 147    | 0.15               |
| (1) Las copas nacionales se refiere a la Copa del Rey, Taça da Liga, Supercopa de Portugal y Copa Argentina. (2) Las copas internacionales se refiere a la Champions League, Europa League, Supercopa de Europa, Copa Libertadores, Copa Intertoto, Copa Mercosur y Supercopa Sudamericana. (3) No incluye datos de partidos amistosos ni categorías inferiores. |                     |                     |       |       |        |                     |                     |                     |                            |                            |                            |                        |                        |                        |       |       |        |                    |

### Selección
| Selección | Temporada     | Amistosos | Amistosos | Amistosos | Sudamérica(1) | Sudamérica(1) | Sudamérica(1) | Mundial(2) | Mundial(2) | Mundial(2) | Total | Total | Total  | Media goleadora |
| Selección | Temporada     | Part.     | Goles     | Asist.    | Part.         | Goles         | Asist.        | Part.      | Goles      | Asist.     | Part. | Goles | Asist. | Media goleadora |
| --- | ------------- | --------- | --------- | --------- | ------------- | ------------- | ------------- | ---------- | ---------- | ---------- | ----- | ----- | ------ | --------------- |
| Sub-17 Argentina | 1995          | —         | —         | —         | 6             | 2             | 2             | 6          | 2          | 1          | 12    | 4     | 3      | 0,33            |
| Sub-20 Argentina | 1997          | —         | —         | —         | 8             | 4             | 1             | 7          | 1          | 2          | 15    | 5     | 3      | 0,38            |
| Sub-20 Argentina | 1999          | —         | —         | —         | 7             | 2             | 2             | —          | —          | —          | 7     | 2     | 2      | 0,25            |
| Sub-20 Argentina | Total         | 0         | 0         | 0         | 15            | 6             | 3             | 7          | 1          | 2          | 22    | 7     | 5      | 0,33            |
| Sub-21 Argentina | 1996          | 2         | 0         | 0         | —             | —             | —             | —          | —          | —          | 2     | 0     | 0      | 0,00            |
| Sub-23 Argentina | 2000          | —         | —         | —         | 7             | 0             | 3             | —          | —          | —          | 7     | 0     | 3      | 0,00            |
| Adulta Argentina | 1999          | 2         | 0         | 0         | 0             | 0             | 0             | —          | —          | —          | 2     | 0     | 0      | 0,00            |
| Adulta Argentina | 2000          | —         | —         | —         | 5             | 1             | 0             | —          | —          | —          | 5     | 1     | 0      | 0,20            |
| Adulta Argentina | 2001          | 1         | 0         | 0         | 7             | 0             | 0             | —          | —          | —          | 8     | 0     | 0      | 0,00            |
| Adulta Argentina | 2002          | 3         | 1         | 1         | —             | —             | —             | 3          | 0          | 0          | 6     | 1     | 1      | 0,17            |
| Adulta Argentina | 2003          | 5         | 1         | 3         | 4             | 3             | 1             | —          | —          | —          | 9     | 4     | 4      | 0,44            |
| Adulta Argentina | 2004          | —         | —         | —         | 2             | 0             | 0             | —          | —          | —          | 2     | 0     | 0      | 0,00            |
| Adulta Argentina | 2005          | —         | —         | —         | 2             | 0             | 0             | 4          | 1          | 0          | 6     | 1     | 0      | 0,17            |
| Adulta Argentina | 2006          | 3         | 0         | 0         | —             | —             | —             | 3          | 0          | 0          | 6     | 0     | 0      | 0,00            |
| Adulta Argentina | 2007          | 2         | 0         | 1         | 5             | 1             | 0             | —          | —          | —          | 7     | 1     | 1      | 0,14            |
| Adulta Argentina | 2008          | —         | —         | —         | —             | —             | —             | —          | —          | —          | 0     | 0     | 0      | 0,00            |
| Adulta Argentina | 2009          | —         | —         | —         | 1             | 0             | 1             | —          | —          | —          | 1     | 0     | 1      | 0,00            |
| Adulta Argentina | Total         | 16        | 2         | 5         | 26            | 5             | 2             | 10         | 1          | 0          | 52    | 8     | 7      | 0,15            |
| Total carrera | Total carrera | 18        | 2         | 5         | 54            | 13            | 10            | 23         | 4          | 3          | 96    | 19    | 18     | 0,22            |
| (1) Incluye los partidos de la Copa América (2004) y Clasificatorias Sudamericanas (2003-05). (2) En caso de la selección olímpica, incluye datos de los Juegos Olímpicos (2004) |               |           |           |           |               |               |               |            |            |            |       |       |        |                 |

### Resumen estadístico
|                      | Partidos | Goles | Promedio | Asist. | Promedio |
| -------------------- | -------- | ----- | -------- | ------ | -------- |
| Liga                 | 414      | 68    | 0.16     | 116    | 0.28     |
| Copas nacionales     | 51       | 2     | 0,04     | 3      | 0,07     |
| Copa Internacionales | 110      | 17    | 0.15     | 31     | 0.28     |
| Selección Sub-17     | 12       | 4     | 0.33     | 3      | 0.25     |
| Selección Sub-20     | 22       | 7     | 0.32     | 5      | 0.23     |
| Selección Sub-22     | 2        | 0     | 0,00     | 0      | 0,00     |
| Selección Sub-23     | 7        | 0     | 0,00     | 3      | 0.43     |
| Selección Absoluta   | 52       | 8     | 0,15     | 8      | 0,15     |
| TOTAL                | 670      | 106   | 0.16     | 169    | 0.25     |

## Palmarés

### Como jugador

#### Campeonatos nacionales
| Título                     | Equipo             | País      | Año     |
| -------------------------- | ------------------ | --------- | ------- |
| Primera División           | River Plate        | Argentina | A-1996  |
| Primera División           | River Plate        | Argentina | C-1997  |
| Primera División           | River Plate        | Argentina | A-1997  |
| Primera División           | River Plate        | Argentina | A-1999  |
| Primera División           | River Plate        | Argentina | C-2000  |
| Primera División de España | Valencia CF        | España    | 2001/02 |
| Primera División de España | Valencia CF        | España    | 2003/04 |
| Copa de la Liga            | SL Benfica         | Portugal  | 2008/09 |
| Copa de la Liga            | SL Benfica         | Portugal  | 2009/10 |
| Primeira Liga              | SL Benfica         | Portugal  | 2009/10 |
| Copa de la Liga            | SL Benfica         | Portugal  | 2010/11 |
| Copa de la Liga            | SL Benfica         | Portugal  | 2011/12 |
| Superliga de Malasia       | Johor Darul Takzim | Malasia   | 2014    |

#### Campeonatos internacionales
| Título                        | Equipo           | Sede         | Año     |
| ----------------------------- | ---------------- | ------------ | ------- |
| Sudamericano Sub-20           | Argentina Sub-20 | Chile        | 1997    |
| Copa Mundial de Fútbol Sub-20 | Argentina Sub-20 | Malasia      | 1997    |
| Supercopa Sudamericana        | River Plate      | Buenos Aires | 1997    |
| Sudamericano Sub-20           | Argentina Sub-20 | Argentina    | 1999    |
| Copa de la UEFA               | Valencia CF      | Gotemburgo   | 2003/04 |
| Supercopa de Europa           | Valencia CF      | Mónaco       | 2004    |

### Distinciones individuales
| Distinción                                                                         | Año  |
| ---------------------------------------------------------------------------------- | ---- |
| Equipo ideal del Sudamericano Sub-20                                               | 1997 |
| Balón de bronce en Copa Mundial Sub-20                                             | 1997 |
| Miembro del Equipo Ideal de América                                                | 1999 |
| Miembro del Equipo Ideal de América                                                | 2000 |
| Nominado al Balón de Oro                                                           | 2002 |
| Máximo asistente de la Liga de Campeones (5 asistencias, empatado con Rui Costa)   | 2003 |
| 14° mejor Jugador Mundial de la FIFA                                               | 2003 |
| Trofeo EFE al mejor futbolista iberoamericano.                                     | 2006 |
| Máximo goleador de la Copa Eusébio (1 gol, empatado con Robin van Persie y Nolito) | 2011 |
| Premio Cosme Damião al futbolista del año del SL Benfica                           | 2011 |

### Como entrenador

#### Campeonatos internacionales
| Título              | Equipo           | Sede | Año  |
| ------------------- | ---------------- | ---- | ---- |
| Sudamericano Sub-17 | Argentina sub-17 | Perú | 2019 |

### Como asistente técnico

#### Campeonatos internacionales
| Título                  | Equipo    | Sede           | Año  |
| ----------------------- | --------- | -------------- | ---- |
| Copa América            | Argentina | Brasil         | 2021 |
| Copa Mundial de la FIFA | Argentina | Catar          | 2022 |
| Copa América            | Argentina | Estados Unidos | 2024 |

## Filmografía
Fue entrevistado para el filme documental estrenado en 2019 River, el más grande siempre que narra la historia del club.